# 12477 Haiku
12477 Haiku è un asteroide della fascia principale. Scoperto nel 1997, presenta un'orbita caratterizzata da un semiasse maggiore pari a 2,4359076 UA e da un'eccentricità di 0,1282705, inclinata di 2,09795° rispetto all'eclittica.